# تين كبير الأوراق
تين كبير الأوراق (الاسم العلمي:Ficus macrophylla) هو نوع من النباتات يتبع جنس التين من الفصيلة التوتية.